# 2946 Мучачос
2946 Мучачос (2946 Muchachos) — астероїд головного поясу, відкритий 15 жовтня 1941 року.
Тіссеранів параметр щодо Юпітера — 3,473.